# تپه قره‌قونک ۱
تپه قره قونک ۱ مربوط به دوران‌های تاریخی پس از اسلام است و در شهرستان تاکستان، روستای فلات واقع شده و این اثر در تاریخ ۲۵ اسفند ۱۳۷۹ با شمارهٔ ثبت ۳۱۷۸ به‌عنوان یکی از آثار ملی ایران به ثبت رسیده است.